# 인천약산초등학교
인천약산초등학교는 대한민국 인천광역시 남동구 간석동에 있는 공립 초등학교이다.

## 학교 연혁
- 1984년 3월 1일: '인천간석북국민학교'로 개교
- 1996년 3월 1일: '인천간석북초등학교'로 변경
- 1999년 3월 1일: '인천약산초등학교'로 변경

## 참고 자료
- 인천약산초등학교 - 한국교육학술정보원 학교알리미